# Észak-Holland
Észak-Holland (hollandul: Noord-Holland) Hollandia egyik tartománya. Székhelye: Haarlem.